# Mozart és Salieri
A Mozart és Salieri Nyikolaj Andrejevics Rimszkij-Korszakov 1898-ban Moszkvában bemutatott, Puskin kis tragédiája nyomán írt egyfelvonásos operája. A darab Muszorgszkij A házasság és Dargomizsszkij A kővendég című művei mellett az irodalmi opera egyik korai példája. A zeneszerző igazodva Puskin eredeti szövegéhez, pasticcio-szerűen három Mozart-témát is belekomponált művébe: az első jelenetben egy vak hegedűs a Don Giovanni néhány dallamát adja elő, a második jelenetben a Figaro házasságának néhány motívumával találkozhatunk, a zárójelenetben pedig Mozart zongorán adja elő a Rekviem egyik részletét.

## Az opera szereplői
| Szerep                  | Hangfekvés |
| ----------------------- | ---------- |
| Wolfgang Amadeus Mozart | tenor      |
| Antonio Salieri         | basszus    |

- Játékidő: háromnegyed óra.

## Az opera cselekménye

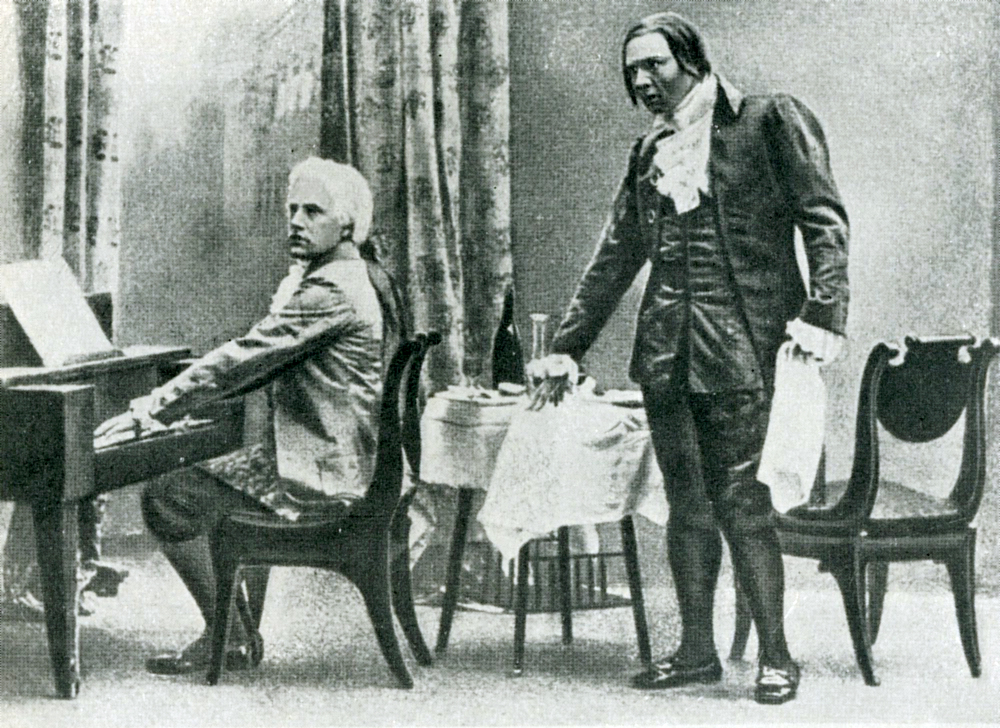
Vaszilij Skafer, mint Mozart és Fjodor Saljapin, mint Salieri (1898)

Mozart meglátogatja lakásán Salierit. Az olasz mester elismert udvari zeneszerző, míg fiatalabb kollégája hivatalos körökben csak megtűrt személy. De Salieri felismeri vetélytársa tehetségét és ez féltékennyé teszi, de nem mutatja ki utálatát: Mozart előtt dicséri annak művészetét. Meghívja vacsorára egy közeli étterembe. Mozart elmeséli meghívójának, hogy egy titokzatos, csuklyás idegen rekviemet rendelt tőle. Készülő gyászmiséje egy részletét el is játssza olasz kollégájának. Salieri eközben észrevétlenül mérget csempész Mozart poharába, amit az gyanútlanul felhajt. Hamarosan melegség és gyengeség fogja el. Elbúcsúzik barátjától, hazamegy és lefekszik, hogy örök álomba szenderüljön.

## Hangfelvételek
Mozart – Vlagyimir Bogacsov, Salieri – Nyikita Sztorojev. Közreműködik az I Musici de Montréal ének- és zenekara. Vezényel: Julij Turovszkij. A felvétel ideje és helye: La Prairie, Église de la Nativité de la Sainte Vierge-templom, 1992. május 27–28. (élő előadások montázsfelvétele). Kiadás: Chandos, CHAN 9149, 1 CD DDD Stereo. Megjegyzés: a CD-n Glinka és Rimszkij-Korszakov románcok is hallhatók.